# Stadion Shoʻrtanu Gʻuzor
Stadion Shoʻrtanu Gʻuzor – stadion piłkarski w Gʻuzorze, w Uzbekistanie. Swoje mecze rozgrywa na nim drużyna Sho'rtan G‘uzor. Obiekt może pomieścić 10 250 widzów.